# Hnilec (okres Spišská Nová Ves)
Hnilec je obec na Slovensku v okrese Spišská Nová Ves, v Košickém kraji.

## Polohopis
Obec se nachází ve Slovenském rudohoří, v údolí řeky Hnilec, pod masivem Babiné, Súľovej, Velké a Malé Knoly. Vznikla po roce 1290, původně šlo o hornickou obec.

### Sousední obce
Gemerská Poloma, Hnilčík, Mlynky, Nálepkovo, Vlachovo

### Ulice
Dělí se na: Garbovňa, Kút, Delava, Maša, Gapel, Pumplovka, Hamer, Kolónia, Huta, Trosky.

### Vodní toky
- řeka Hnilec

### Vodní plochy
V blízkosti se nachází známá vodní nádrž Palcmanská Maša.

## Historie
Vznikla po roce 1290 jako hornická obec. Její obyvatelé pracovali na výstavbě železniční trati Margecany – Červená Skala. V období SNP se obyvatelé aktivně zapojili do partyzánského hnutí.
Působil zde Štefan Mišík (1843–1919), historik a etnograf bojující za slovenskou národní samostatnost.
Za rakousko-uherské monarchie byl Hnilec rozdělen na Gemerský a na Spišský. Gemerský tvořily dvě osady: Ondrášová a Nový Svet, které později splynuly. Spišský Hnilec patřil k Spišské Nové Vsi jako její osada. Hranicí mezi Gemerským a Spišským Hnilcem tvořila řeka Hnilec. V roce 1926 se gemerská a spišská část spojily, nadále však patřily k Spišské Nové Vsi až do roku 1954, kdy se Hnilec osamostatnil.

### Staré a cizí názvy obce
- 1315 Guinicz
- 1920 Hnilec
- maďarský název: Nagyhnyilec

### Obyvatelstvo
- počet obyvatel: 547

### Vývoj obyvatelstva od roku 1869
| Rok sčítání | Počet obyvatel | Počet domů |
| ----------- | -------------- | ---------- |
| 1869        | 555            | -          |
| 1880        | 565            | 60         |
| 1890        | 502            | 64         |
| 1900        | 438            | 84         |
| 1910        | 408            | 83         |
| 1921        | 653            | 121        |
| 1930        | 707            | 137        |
| 1950        | 635            | 89         |
| 1961        | 1 128          | 216        |
| 1970        | 1 095          | 238        |
| 1980        | 868            | 236        |
| 1991        | 583            | 181        |
| 2001        | 545            | 161        |

### Obyvatelstvo podle náboženského vyznání (2001)
|                        | Počet obyvatel | %    |
| ---------------------- | -------------- | ---- |
| Římskokatolická církev | 514            | 94,3 |
| Řeckokatolická církev  | 1              | 0,2  |
| Bez vyznání            | 18             | 3,3  |
| Ostatní a nezjištěné   | 12             | 2,2  |

### Obyvatelstvo podle národnosti (2001)
|                      | Počet obyvatel | %    |
| -------------------- | -------------- | ---- |
| slovenská            | 518            | 95,0 |
| maďarská             | 1              | 0,2  |
| rómská               | 20             | 3,7  |
| ostatní a nezjištěná | 6              | 1,1  |

## Kultura a zajímavosti

### Památky

#### Barokní kaštieľ
Kaštiel byl postaven v druhé polovině 18. století, přestavěn a upraven byl ve 20. století. Vícepodlažní budova obdélníkového půdorysu s dvojosovým, nesouměrným rizalitem. Místnosti v prvním podlaží jsou zaklenuty pruskou klenbou s pásy.

#### Katolický kostel Panny Marie
Kostel byl postaven v letech 1894–1897 v pseudogotickém slohu. Jednolodní dispozice s polygonálním uzávěrem, zákristie s rovným stropem, představěná trojpodlažní věž. Presbyterium je zaklenuto valenou klenbou, loď pseudogotická křížovou žebrovou klenbou. Vnitřní zařízení pochází z téhož období jako budova kostela.

#### Pomníky
- Pomník padlým vojákům v druhé světové válce, který se nachází nad železniční stanicí.
- Pamětní desky Štefana Mišíka (1843–1919), kněze, historika a etnografa, umístěné na farské budově a u silnice směrem na Grajnár, na skalní stěně vedle cesty.

### Sport
- Běh na lyžích má bohatou historii a několik významných ocenění na celoslovenských soutěžích.
- Fotbalové turnaje, které jsou organizovány přes letní prázdniny. Multifunkční hřiště slouží od roku 2010.

### Školství
Základní i mateřská škola byla uzavřeny kvůli nedostatku žactva.

## Osobnosti
- Štefan Mišík (1843–1919), historik a etnograf, pamětní deska na budově fary a na skále u silnice na Grajnár.